# الاینس-مرویلیرز
الاینس-مرویلیرز (به فرانسوی: Allaines-Mervilliers) یک کمون در فرانسه است که در Canton of Janville واقع شده‌است.

## خصوصیات
الاینس-مرویلیرز ۲۲٫۲۲ کیلومترمربع مساحت و ۳۴۴ نفر جمعیت دارد و ۱۳۶ متر بالاتر از سطح دریا واقع شده‌است.